# Kazuhiro Murakami
Kazuhiro Murakami (japanisch 村上 和弘 Murakami Kazuhiro; * 20. Januar 1981 in der Präfektur Mie) ist ein ehemaliger japanischer Fußballspieler.

## Karriere
Murakami erlernte das Fußballspielen in der Schulmannschaft der Yokkaichi Yogo High School. Seinen ersten Vertrag unterschrieb er 1999 bei den Yokohama F. Marinos. Der Verein spielte in der höchsten Liga des Landes, der J1 League. 2001 wechselte er zum Zweitligisten Vegalta Sendai. 2001 wurde er mit dem Verein Vizemeister der J2 League und stieg in die J1 League auf. Am Ende der Saison 2003 stieg der Verein wieder in die J2 League ab. Für den Verein absolvierte er 125 Spiele. 2007 wechselte er zum Erstligisten Kawasaki Frontale. 2008 und 2009 wurde er mit dem Verein Vizemeister der J1 League. Für den Verein absolvierte er 75 Erstligaspiele. 2010 wechselte er zum Ligakonkurrenten Omiya Ardija. Für den Verein absolvierte er 86 Erstligaspiele. 2014 wechselte er zum Ligakonkurrenten Vegalta Sendai. Für den Verein absolvierte er 10 Erstligaspiele. Ende 2015 beendete er seine Karriere als Fußballspieler.

## Erfolge
Yokohama F. Marinos
- J1 League

Vizemeister: 2000
Kawasaki Frontale
- J1 League

Vizemeister: 2008, 2009
- J.League Cup

Finalist: 2007, 2009